# Isola Piana di Porto Torres
Isola Piana di Porto Torres este o arie protejată (arie de protecție specială avifaunistică — SPA) din Italia întinsă pe o suprafață de 399 ha, din care 70 % marine.

## Localizare
Centrul sitului Isola Piana di Porto Torres este situat la coordonatele 40°58′25″N 8°13′10″E / 40.973592°N 8.219525°E.

## Înființare
Situl Isola Piana di Porto Torres a fost declarat arie de protecție specială avifaunistică în iulie 2009 pentru a proteja 1 specie de plante și 8 specii de animale.

## Biodiversitate
Situată în ecoregiunea mediteraneană, aria protejată conține 14 habitate naturale: Dune cu vegetație ierboasă Malcolmietalia, Pășuni mediteraneene udate de apa mării (Juncetalia maritimi), Matorral arborescenți cu Juniperus spp., Iazuri temporare mediteraneene, Stepe sărăturate mediteraneene (Limonietalia), Tufărișuri termo-mediteraneene și de pre-deșert, Straturi cu Posidonia (Posidonion oceanicae), Lagune de coastă, Vegetație anuală la limita mareei, Phrygana endemică cu Euphorbio-Verbascion, Pseudostepă cu ierburi și specii anuale de Thero-Brachypodietea, Tufărișuri halofile mediteraneene și termo-atlantice (Sarcocornetea fruticosi), Faleze cu vegetație de Limonium spp. endemic de pe coastele mediteraneene, Formațiuni scunde de Euphorbia în apropierea falezelor.
La baza desemnării sitului se află mai multe specii protejate:
- plante (1): Centaurea horrida
- păsări (7): Calonectris diomedea, egretă mică (Egretta garzetta), șoim călător (Falco peregrinus), Larus audouinii, pescăruș-cu-cap-negru (Larus melanocephalus), Phalacrocorax aristotelis desmarestii, Sylvia sarda
- reptile (1): țestoasă bănățeană (Testudo hermanni)

Pe lângă speciile protejate, pe teritoriul sitului au mai fost identificate 20 de specii de plante, 10 specii de păsări.